# La Riba (Cebanico)
La Riba es una localidad española perteneciente al municipio de Cebanico, en la provincia de León, comunidad autónoma de Castilla y León.

## Geografía

### Ubicación
| Noroeste: Cebanico   | Norte: Cebanico  | Noreste: Cabrera de Almanza  |
| Oeste: Villapadierna |                  | Este: Calaveras de Arriba    |
| Suroeste Corcos      | Sur: Mondreganes | Sureste: Espinosa de Almanza |

## Demografía
Evolución de la población
| Gráfica de evolución demográfica de La Riba entre 2000 y 2017      |
|                                                                    |
| Población de derecho (2000-2017) según el padrón municipal del INE |